# Fontão (Ponte de Lima)
Fontão es una freguesia portuguesa del concelho de Ponte de Lima, con 4,72 km² de superficie y 1.132 habitantes (2001). Su densidad de población es de 239,8 hab/km².